# CM-11勇虎式戰車
CM-11勇虎是美國通用動力公司與中華民國陸軍戰甲車發展中心共同研發的主戰坦克。於1990年4月14日正式公開。作为M48戰車的一款衍生型，亦称M48H主力戰車。

## 概述
中華民國於1980年成立陸軍戰車發展中心，初期為開發軍用裝甲車，於1984年與美國通用動力地面系統合作開發CM-11。此型戰車的開發案是要在《中美八一七公报》限制下，讓中華民國陸軍取得符合保衛中華民國所需的主力戰車。
勇虎戰車是將M48A5PI戰車的砲塔安裝在M60A3戰車的車體上，再輔以M1戰車的射控系統所結合的混種戰車。美國稱為M48H，H是混合（Hybrid）的意思，中華民國称为CM-11並命名為「勇虎式戰車」。由於《八一七公報》對美國向中華民國輸出新式武器作出限制，採用M48A5的炮塔可以讓該款戰車仍被視為M48系列戰車，而中華民國早於1970年代中期已經操作M48A1，不算供應新型戰車，可以符合《八一七公報》關於不輸出新武器的限制。另一方面，陸軍內部有意見認為臺灣的地形不適合操作重量較大的歐美主力戰車，M48A5的龜殼狀炮塔較M60A3的長鼻形炮塔的輕量，全車的總重可以低於M60A3，減少超重的疑慮。
CM-11首兩輛原型車於1988年出廠，通過測試後於1990年投入量產450輛，陸軍裝甲獨立第五一旅（雷霆部隊）下轄的第七一一戰車營最先換裝CM-11戰車（首輛接裝車號：軍-4922501）。

## 設計
CM-11在1988年完成兩輛原型車，並決定生產450輛，中華民國於1987年向美國採購450具M60A3主力戰車的底盤，戰發中心從美國引進技術並由兵整中心製造M48A3戰車的炮塔。因為台灣未能製造完整的M68A1 105毫米線膛炮，也未有引進生產技術，而當時美軍已升級採用120毫米戰車炮，故此有剩餘的105毫米戰車炮的零部件可以供給盟邦，台灣便從美國購入未能自製的M68A1戰車炮炮管，再與自製的組件結合，所以在CM-11及CM-12上的105毫米線膛炮只算是自行組裝，並非真的自製出M68A1戰車炮。
M48及M60戰車的砲塔配備有車長槍塔，可讓車長在車內操作M85重機槍，但這款車長槍塔的外觀實在太大，使得戰車容易被敵方發現；而且槍塔的旋轉速度不夠快，較難射擊快速移動的目標；另一個問題是槍塔通風不良，機槍持續開火時容易造成砲塔內煙霧瀰漫；以色列因此設計了輪廓較低矮的Urdan車長槍塔，取代M48及M60戰車的原裝車長槍塔，這款槍塔裝有一挺白朗寧M2 12.7毫米重機槍，但需要車長打開艙蓋操作，戰發中心決定採用及在1988年訂購。裝填手艙蓋有一挺FN MAG通用機槍，炮盾的同軸機槍是一挺M240 7.62毫米機槍。炮塔兩側各裝有一具與M60A3戰車相同的M239 66毫米六聯裝煙幕彈發射器，可以在前方距離30公尺左右各55度施放煙幕，一發煙幕彈可以遮蓋約10度範圍，煙幕彈發射器能夠裝填UKL-8紅磷煙幕彈、M76防紅外線煙幕彈、TC-82人員殺傷彈（內含3,000顆直徑4.76公釐的鋼珠）。車長可在車內控制煙幕的發射，裝填一次可發射兩次，除了可以發射煙幕彈自我隱蔽、阻礙對方使用紅外線或雷射導引的導彈，也可以使用人員殺傷彈殺傷對方步兵。車上配備核生化防護系統，屬於M60戰車所使用的中央過濾式設計，組員須使用面罩呼吸經過濾毒器過濾的空氣。

### 射擊命中率
CM-11在巴頓系列中較為出色之處，是它採用與美國M1艾布蘭主力戰車同級的數位/類比混合式彈道計算機，並提供二維穩定觀瞄與炮身穩定設備，較M60A3戰車的一維穩定裝置更為完備。CM-11的瞄準設備部分承襲巴頓系列，保留了立體成像測距儀，但測距設備使用的是AN/GVS-5 釔-釹石榴石(Nd-YAG)雷射測距儀，此裝置原先為美軍單兵手持式鐳射測距設備，美國德州儀器公司開發在1980年供M60A1與M48A5升級的低成本戰車射控系統（Low Cost Digital Tank Fire Control System），並將這款鐳射測距儀整合到射控系統中，該款鐳射測距儀較M60A3使用的紅寶石雷射測距儀在輸出品質上更為穩定，CM-11的瞄準裝置有很大部分與該套設備雷同；CM-11夜間觀測則採用AN/VSG-2熱影像儀及AN/VVS-2星光夜視鏡，勇虎戰車的AN/VGS-2廠商稱為GPTTS（主力戰車砲手熱影像瞄準器，Gunner’s Primary Tank Thermal Sight），和M60A3配備的原型差別之處在於整合了二維穩定，在勇虎案時國軍採購了560套熱影像儀，其中100套後來用於將M48A3戰車升級為CM-12。
由於CM-11的射控系統衍生自當時美軍最新式的M1主力戰車，其彈道電腦的性能比M60A3戰車更先進，而且配備M48系列戰車缺乏的環境感測器，CM-11可以把橫風、風速、氣溫及氣壓等資料自動匯入彈道電腦，數位化程度較高，並且配備热成像仪，而其炮塔及炮身的驅動和穩定系統都較M60A3有所改良，CM-11在日間和夜間均具備在行進間射擊移動目標的能力，而且比M60A3更勝一籌。與M60A3進行射擊測試時，CM-11在最遠射程的命中率居於優勢。CM-11對2,000公尺處的固定目標首發命中率達82%，超越M60A3對1,500公尺處目標的75%首發命中率，在M1A2T主力戰車在2025年服役前，CM-11是中華民國陸軍首發命中率最高的戰車。

### 防護及機動力
受制於沿襲自M60A3的車體及發動機，CM-11勇虎戰車的火力與機動力與M60A3主力戰車相當。CM-11的龜殼型砲塔源自在1950年代中期出品的M48戰車，其鋼製砲塔採用鑄造工藝成型，砲塔的防護力與M48及最早期的M60戰車相當，裝甲最厚的砲塔正面厚178（7.0英寸），側面和後方只有50至76公厘，裝甲比在1960年代改用長鼻形炮塔的M60A1單薄。隨著蘇聯戰車彈藥的推陳出新，只具備傳統鑄造鋼甲的M60A1，在踏入1970年代後，面對蘇聯系標準的100、115或125公厘戰車炮發射新型穿甲彈，M60A1的防護力已嫌不足。因為CM-11砲塔裝甲的厚度比M60A1薄，所以抵擋類似口徑戰車砲發射的穿甲彈及高爆彈的防護力也不如M60A1，故此在對抗現役主力戰車時，只能仰賴地形掩護增加生存機率。雖然CM-11選用的射控系統是衍生自技術水平十分先進的美國M1戰車，射擊精確度與早期型的M1戰車同級，不過這套新型的數字化射控系統對電力供應及冷卻的需求，遠較原先M48戰車所使用的傳統光學及類比式射控系統為高，但CM-11安裝的是M48戰車的炮塔，內部空間比後來的M60A1/A3及M1主力戰車狹小，散熱空間及對電子設備的冷卻效能不及後兩者，在1950年代設計M48戰車時，也沒有考慮到後來換裝的電子設備對供電及冷卻的需求，所以射控系統較容易因過熱等問題而發生故障，而且較狹窄的砲塔內部也限制了可供持續改良及升級的空間，除非大幅改造炮塔或直接更換炮塔，否則無論在防護力或火力都難有明顯的提升。
中華民國陸軍早就了解CM-11的防護力無法與同時代的主力戰車相提並論，也不足以應付反戰車飛彈及火箭推進榴彈的威脅，所以在1990年代中期便考慮安裝附加裝甲增強防護力。陸軍曾從法國引入GIAT設計的反應裝甲，與常見的歐美、俄式塊狀反應裝甲不同，這款反應裝甲採用模組化設計，將數塊反應裝甲整合在基座上，炮塔的模組化反應裝甲以朝上方45度仰角安裝，可降低反應裝甲爆炸時誤傷到己方協同作戰步兵的機會。反應裝甲分別安裝在中彈率最高的炮塔正面及兩側，以及車體的正面，至於車體兩側的懸掛系統和履帶仍是缺乏裝甲保護，不但容易遭受破片或異物損害，在高速行駛時也會因履帶捲起沙塵而被過早發現，也有指CM-11的引擎出力只有750匹，大量增加裝甲防護只會削弱本已不高的機動力，除非更換引擎及傳動系統，否則難以增加裝甲覆蓋的範圍。加裝反應裝甲的CM-11曾於2012年陸軍第六軍團裝甲第五四二旅的春節戰備操演中首度展出，而從新聞與網路媒體的資訊顯示，目前僅為兩輛CM-11勇虎戰車加裝反應裝甲，亦有來源不明的消息指CM-11勇虎戰車加裝反應裝甲後，扭力桿容易因負荷過大而斷裂，但此消息未有獲官方證實。

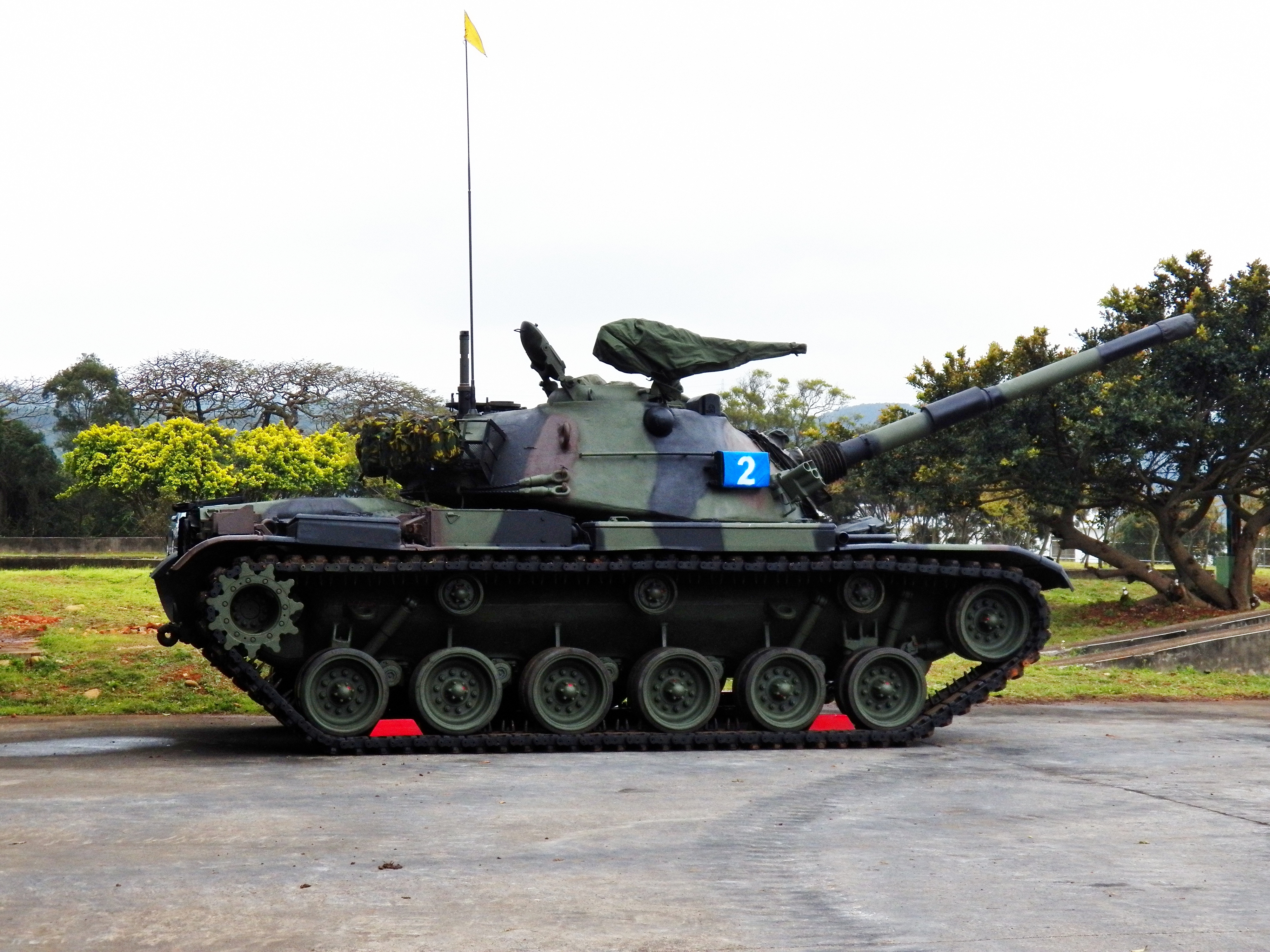
車身側面
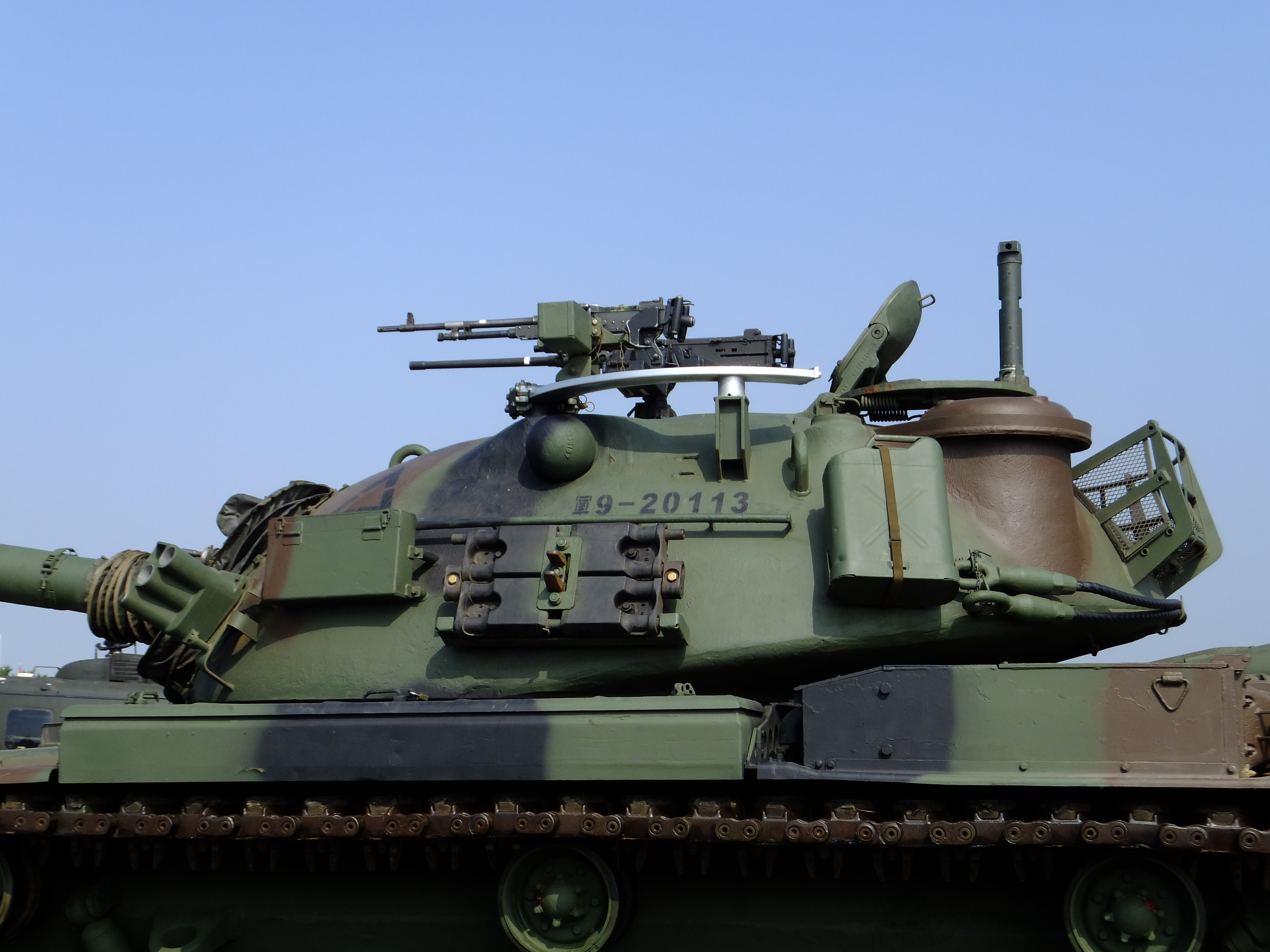
砲塔側面特寫。
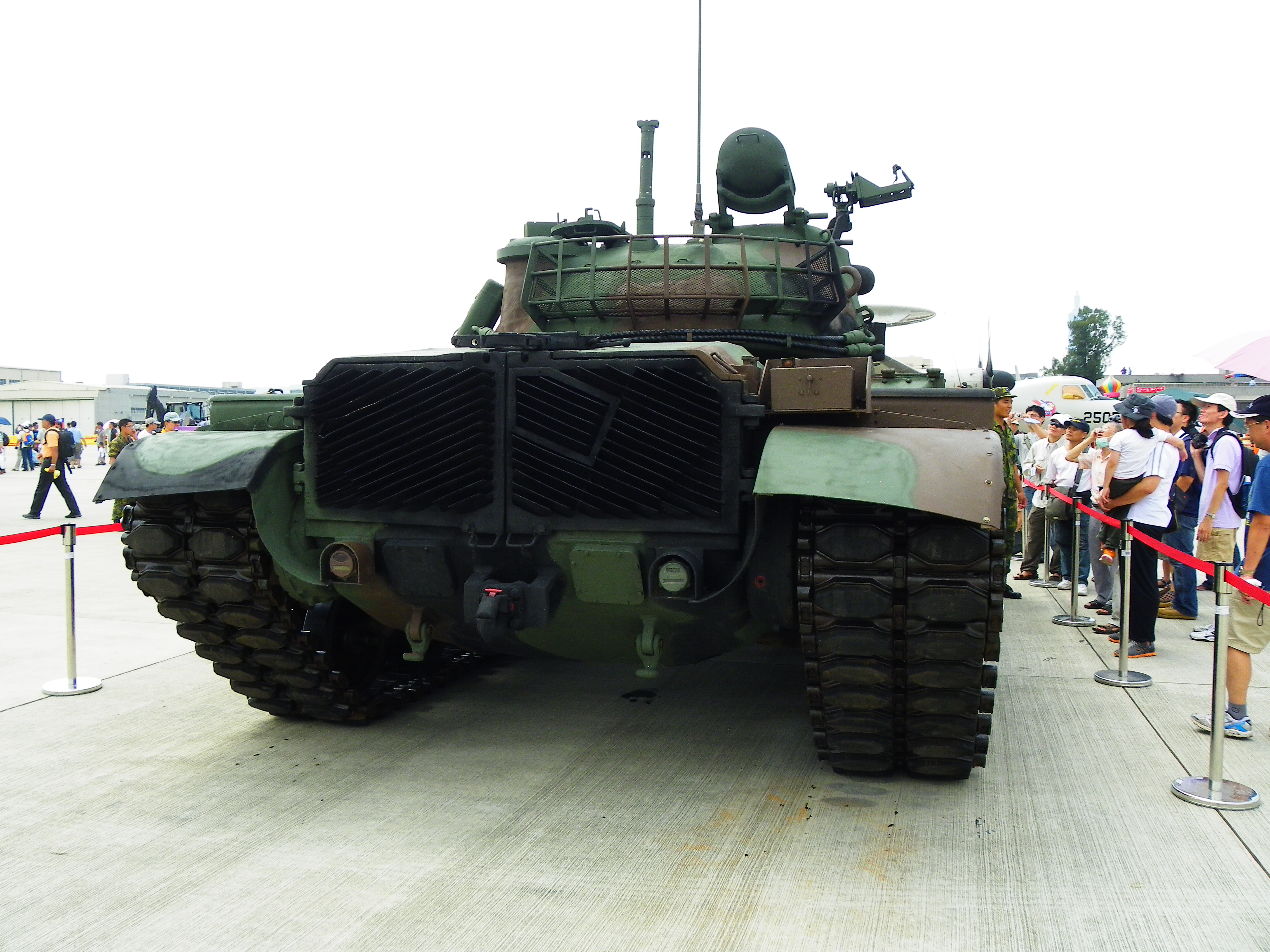
車尾。
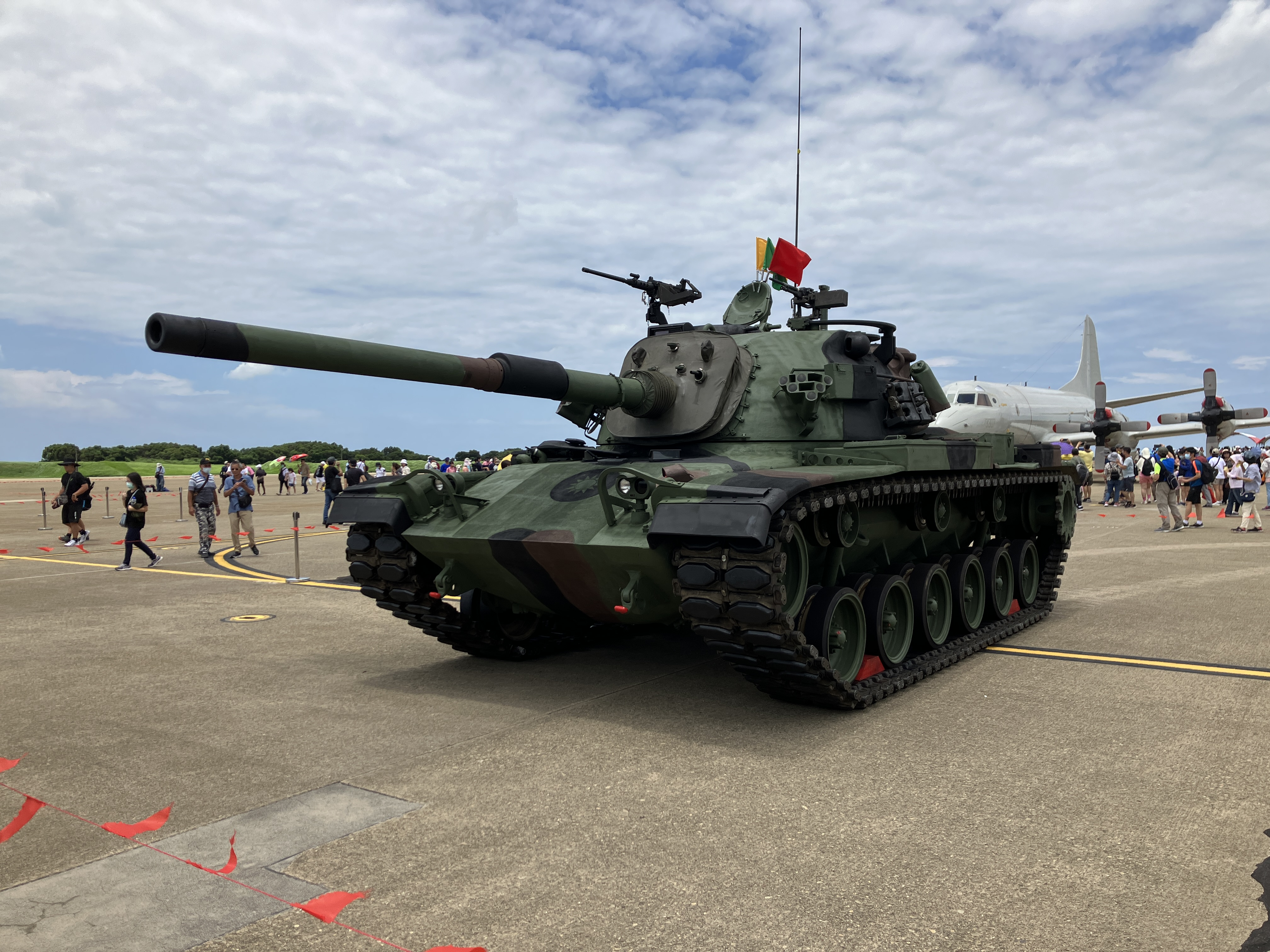
CM-11勇虎戰車砲管特寫

## 意外事件

### 墜河事故
2016年8月16日上午10時許，陸軍裝甲第五六四旅進行實彈射擊時，一輛CM-11戰車疑因煞車故障在網紗橋上翻落溪底，釀4死1輕傷。臺灣屏東地方法院檢察署派出3名檢察官偵辦，偵訊該名戰車駕駛。根據戰車內位置圖顯示，死傷者都集中在砲塔裡，因砲塔開口在上方，全車翻覆後，戰車底盤朝上，因此未能順利逃出。
2019年5月10日，屏東地檢署將偵辦過程出書「0816屏東恆春戰車翻覆偵辦實錄」，做為往後類似災難案件參考。前屏檢檢察長林錦村指出，屏檢歷經2年，以勘驗同型戰車及事故戰車、現場重建及3D動畫等，最終偵結起訴，臺灣屏東地方法院也做出判決，回應社會對於案件發生原因「知」的需求。

### 主砲膛炸
2016年8月31日上午9時許，陸軍湖口北測中心上午進行陸軍裝甲第五四二旅戰車第二營實彈射擊鑑測，在進行火砲試射歸正的科目時，其中一輛CM-11戰車射擊第一發時正常，但發射第二發時發生砲管爆炸，發生膛炸的戰車在射擊時，砲管從砲膛排煙器處斷裂，車上乘員均沒有受傷，只是眼睛遭煙燻感到不適，到醫院檢查後無大礙。

### 操作意外
2018年12月5日下午3點左右，陸軍裝甲第五六四旅戰車第一營在執行戰車例行性裝備保養，由一名剛下部隊的少尉排長駕駛CM-11，因駕駛操作不慎，導致一名在車外指揮的馬姓下士遭履帶夾傷，腹部、背部受創，多處臟器破裂，緊急送往高雄榮民總醫院急救，馬姓下士左腎被摘除，術後狀況穩定，無生命危險。
2020年4月27日， 陸軍裝甲第五四二旅在新竹湖口北測中心舉行軍事訓練，一輛CM11勇虎坦克在山坡上行駛時突然熄火，坦克隨即滑下山坡，擦撞後方坦克後，翻落山坡。兩名士官受輕傷，幸無大礙。

### 維護意外
2022年7月21日上午，陸軍第八軍團所轄裝甲564旅進駐屏東三軍聯訓基地，進行CM-11勇虎戰車進行鑑定整備時，砲管撞人造成1死1傷。
擔任CM-11戰車副車長的志願役下士蔣晨鈺（24歲），右下腹挫裂傷，所幸意識清楚。但負責裝填手的士兵全若堯（24歲），遭砲尾環重擊傷及胸背部，當場失去生命跡象，後雖裝葉克膜搶治，但出現缺血性腦病變，回南投老家後宣告不治。

## 後繼車型及升級計劃

### 銳捷專案
CM-11在1990年服役時，防護力與機動力已經落後於世界當代水準，火力則因為以反登陸和反空降作戰為定位，主要應付裝甲較薄弱的兩棲登陸戰車及空降突擊車，所以其配備的105毫米炮在當時仍可以勝任，但與同時期新一代戰車採用的120毫米或125毫米滑膛炮已有不少差距，如與鄰近地區的新式主力戰車發生對決將會落於劣勢。CM-11僅為中華民國陸軍的需求而開發及生產，連同採用相同射控系統的CM-12，總數為550輛。相比起曾經在美軍服役，並且供應大量盟邦，零件庫存較充裕的M60A3，因為在2000年以後，CM-11有許多客制化的專用零件，原廠早已停產，由於缺乏商源，所以妥善率明顯不及M60A3。CM-11採用源自M48的砲塔，砲塔的內部空間較M60A3狹小，升級的空間受到較大的限制，缺乏升級120公釐砲的潛力，如大幅改造或更換砲塔又不划算，所以陸軍過去一直將升級改良的重點放在購自美軍的二手M60A3，而不是實際車齡較年輕的CM-11。
進入二十一世紀後，中華民國裝甲部隊所使用的M41D、CM-12、M60A3及CM-11，都不足以應付與日俱增的威脅，即使是最先進的CM-11，在防護力及機動力也只達到1960年代的水準，因此陸軍一直尋求採購新型主力戰車，讓作為核心主力的CM-11退居二線。陸軍早於2000年代初便計劃從美國採購200輛M1A2，但因為經費不足而擱置，之後曾經改為購買200輛美軍庫存的M1A1二手車進行翻修及升級，但在2010年代初決定優先為陸航部隊採購AH-64攻擊直升機及UH-60運輸直升機，已沒有經費汰換過時的戰車。其後陸軍提出先為兩個北部裝甲旅購買約120輛美軍庫存的M1A1再進行升級，但因直升機採購案進入付款高峰期而再遭擱置。面對持續缺乏經費購入新型戰車，陸軍決定委託中山科學研究院提交改良M60A3的方案，又因成本過高而中止。此外，陸軍內部對於購買新型主力戰車，還是採購較輕量的輪式突擊砲取代一部分的主力戰車，一直存在爭議及不同意見，也使得採購新戰車的計劃多次延宕。直至2018年2月時任中華民國總統蔡英文視察陸軍關渡地區指揮部淡海營區，目睹陸軍仍在使用服役最少已20年，性能落後國際最少一個世代的戰車來保衛首都，於是指示中華民國國防部加快購買新戰車的評估，2018年12月陸軍提出「銳捷專案」從美國採購108輛M1A2戰車，約為403億9448萬餘元新台幣，以此取代早已過時的CM-11，作為防守北部的主力。此項軍購案已於2019年7月獲美國國務院批准及上報美國國會，首批38輛於2024年12月運抵台灣。

### 升級計劃
由於M1A2T的數量不足以取代全數CM-11勇虎戰車，軍備局與國家中山科學研究院展開合作，在2024年完成2輛CM-11戰車的研改樣車，並且進行防護裝甲安裝及戰術測評。動力系統方面，向美國原廠Renk America公司採購750匹馬力的AVDS-1790-2CAU引擎，由於性能提升案需增加用電量，所以原先的650安培發電機被提升為1000安培以上的發電機。砲塔由中科院由設計及改造，砲塔內搭配中科院研發設計的射控、砲控、觀瞄系統及雷射預警系統等，具備同時接戰多重目標能力。維持使用105公釐戰車砲，但配備軍備局最新研發的尾翼穩定脫殼穿甲彈（APFSDS），可大幅提升穿甲能力。這2輛樣車不是相同的構型，主要是遙控槍塔上的差異，一輛是搭配12.7公釐機槍；另一輛是搭配30公釐的M230鏈炮，強化對付直升機及無人機的火力。
2025年7月，國軍規畫未來升級的460輛M60A3戰車與108輛M1A2T戰車為主力，而獵豹輪式戰車D3樣車已完成且達到陸軍目標，預計未來量產，因此CM-11戰車將逐步退役封存，而CM-12戰車則全數退役。

## 流行文化
動畫：
- 《信長之槍》中出現中華民國國軍出動CM-11勇虎式戰車，在高雄市左營區蓮池潭砲擊。

遊戲：
- 戰爭雷霆1.91版本中首次在国际服务器出現中國科技樹（包含中華民國及中華人民共和國载具），內容中出現CM-11勇虎式戰車，但因為政治敏感議題壓力，戰爭雷霆的運營商Gaijin Entertainment把該戰車的國旗錯用為中華人民共和國國旗，此舉引發玩家群體的廣泛討論[18]，後來已顯示為中華民國軍旗。

## 外部連結
- （中文）-M-48H(CM-11)勇虎式主力戰車（页面存档备份，存于）
- （中文）-陸軍564旅CM11戰車翻覆墬河，造成三死一傷。（页面存档备份，存于）